# Ремезианское викариатство

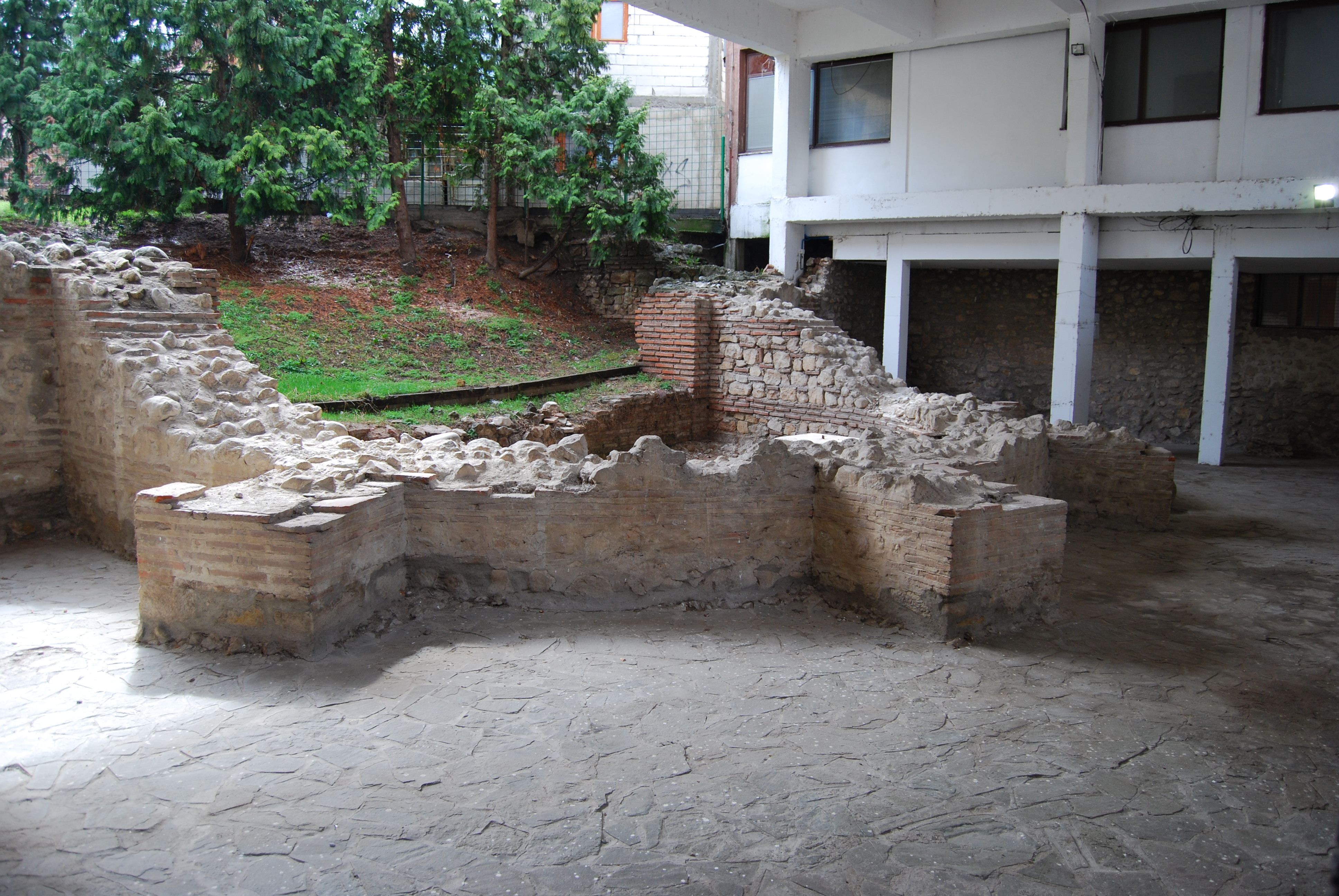
Апсида бывшией базилики в Ремесиане, рядом с современным многоквартирным домом в Бела-Паланке

Ремезианское викариатство — титулярное викариатство Сербской православной церкви. Ремезианские епископы служат викариями и помощниками патриарха Сербского.

## История
В период с 366 по 614 год в античном городе Ремесиана существовала епископская кафедра. Самым известным епископом, жившим в нем, был святой Никита Ремесианский. Ныне бывшая Ремесиана находится на территории Нишской епархии.
26 мая 2011 года решением очередного Архиерейского собора Сербской православной церкви архимандрит Ковильского монастыря Андрей (Чилерджич) был избран епископом Ремезианским. 24 мая 2014 года решением архиерейского собора он был назначен на Австрийско-Швейцарскую епархию. 9 мая 2018 года Архиерейский собор избрал архимандрита Стефана (Шарича), настоятеля Храма Святого Саввы епископом Ремезианским.

## Епископы
- 18 сентября 2011 — 23 мая 2014 — Андрей (Чилерджич)
- c 17 июня 2018 года — Стефан (Шарич)